# Eleições legislativas de 2019 em Guimarães

## Resultados Oficiais
| Partido                 | Partido                              | Votos   | %               | +/-   |
| ----------------------- | ------------------------------------ | ------- | --------------- | ----- |
|                         | Partido Socialista                   | 36 468  | 40,65 / 100,00  | 7,25  |
|                         | Partido Social Democrata             | 25 999  | 28,98 / 100,00  | -     |
|                         | Bloco de Esquerda                    | 8 772   | 9,78 / 100,00   | 0,66  |
|                         | CDU - Coligação Democrática Unitária | 4 807   | 5,36 / 100,00   | 1,72  |
|                         | CDS – Partido Popular                | 3 092   | 3,45 / 100,00   | -     |
|                         | Pessoas–Animais–Natureza             | 2 181   | 2,43 / 100,00   | 1,66  |
|                         | Outros (com menos de 1,00%)          | 4 504   | 5,02 / 100,00   |       |
| Votos Inválidos         | Votos Inválidos                      | 3 883   | 3,33 / 100,00   | 0,10  |
| Total                   | Total                                | 89 706  | 100,00 / 100,00 |       |
| Eleitorado/Participação | Eleitorado/Participação              | 143 481 | 62,52 / 100,00  | 0,60  |
| Fonte                   | Fonte                                | [ 1 ]   | [ 1 ]           | [ 1 ] |

## Resultados por Freguesia
Os resultados seguintes referem-se aos partidos que obtiveram mais de 1,00% dos votos:
| Freguesia                                         | %     | %     | %     | %     | %    | %    | Votantes |
| Freguesia                                         | PS    | PSD   | BE    | CDU   | CDS  | PAN  | Votantes |
| ------------------------------------------------- | ----- | ----- | ----- | ----- | ---- | ---- | -------- |
| Abação e Gémeos                                   | 39,41 | 32,01 | 6,65  | 3,15  | 5,28 | 2,26 | 1 459    |
| Airão Santa Maria, Airão São João e Vermil        | 38,49 | 34,24 | 8,24  | 3,02  | 6,31 | 1,84 | 2 281    |
| Aldão                                             | 37,40 | 31,96 | 10,21 | 3,05  | 3,45 | 1,33 | 754      |
| Arosa e Castelões                                 | 43,15 | 28,43 | 8,38  | 3,05  | 4,06 | 1,52 | 394      |
| Atães e Rendufe                                   | 46,27 | 25,47 | 9,01  | 3,18  | 3,42 | 1,24 | 1 288    |
| Azurém                                            | 35,64 | 29,74 | 11,85 | 5,97  | 3,76 | 2,61 | 4 792    |
| Barco                                             | 37,75 | 36,61 | 6,94  | 2,90  | 3,91 | 2,27 | 792      |
| Briteiros Santo Estêvão e Donim                   | 40,26 | 32,98 | 6,14  | 3,16  | 4,47 | 3,16 | 1 140    |
| Briteiros São Salvador e Briteiros Santa Leocádia | 38,01 | 33,94 | 7,35  | 6,22  | 3,62 | 1,70 | 884      |
| Brito                                             | 41,14 | 27,54 | 10,19 | 6,80  | 2,63 | 2,38 | 2 778    |
| Caldelas                                          | 38,42 | 30,77 | 10,19 | 4,94  | 3,22 | 2,85 | 3 542    |
| Candoso (São Martinho)                            | 45,15 | 24,15 | 9,47  | 8,86  | 1,58 | 3,03 | 824      |
| Candoso São Tiago e Mascotelos                    | 37,21 | 27,78 | 11,68 | 5,96  | 3,43 | 3,24 | 2 131    |
| Conde e Gandarela                                 | 47,17 | 17,57 | 10,65 | 11,59 | 2,02 | 2,43 | 1 484    |
| Costa                                             | 27,07 | 41,96 | 9,64  | 4,07  | 3,62 | 2,61 | 2 874    |
| Creixomil                                         | 33,51 | 34,67 | 9,99  | 6,78  | 3,67 | 2,79 | 5 587    |
| Fermentões                                        | 41,02 | 25,74 | 11,87 | 5,08  | 3,18 | 3,24 | 2 991    |
| Gonça                                             | 47,54 | 30,18 | 6,84  | 2,63  | 3,51 | 1,93 | 570      |
| Gondar                                            | 44,43 | 20,42 | 12,07 | 11,21 | 1,06 | 2,06 | 1 508    |
| Guardizela                                        | 47,29 | 26,00 | 9,76  | 5,27  | 2,21 | 2,64 | 1 404    |
| Infantas                                          | 47,34 | 24,61 | 10,22 | 3,34  | 3,34 | 1,36 | 959      |
| Leitões, Oleiros e Figueiredo                     | 35,81 | 36,04 | 6,31  | 3,15  | 8,33 | 2,59 | 888      |
| Longos                                            | 42,25 | 32,43 | 5,55  | 4,98  | 5,69 | 1,42 | 703      |
| Lordelo                                           | 45,80 | 26,73 | 9,60  | 4,52  | 3,36 | 1,68 | 2 323    |
| Mesão Frio                                        | 37,04 | 31,29 | 11,77 | 3,86  | 3,09 | 2,51 | 2 592    |
| Moreira de Cónegos                                | 51,40 | 18,61 | 10,50 | 8,77  | 2,13 | 2,20 | 2 724    |
| Nespereira                                        | 50,10 | 22,96 | 8,82  | 4,18  | 2,15 | 3,30 | 1 485    |
| Oliveira, São Paio e São Sebastião                | 31,02 | 35,82 | 9,64  | 6,39  | 5,37 | 2,79 | 4 523    |
| Pencelo                                           | 47,86 | 23,65 | 8,97  | 5,27  | 3,42 | 2,71 | 702      |
| Pinheiro                                          | 46,87 | 24,27 | 11,15 | 3,66  | 3,82 | 1,53 | 655      |
| Polvoreira                                        | 51,03 | 20,55 | 9,74  | 4,11  | 2,69 | 2,20 | 2 044    |
| Ponte                                             | 45,68 | 23,25 | 10,53 | 5,65  | 1,83 | 3,37 | 3 505    |
| Prazins (Santa Eufémia)                           | 42,39 | 33,62 | 8,91  | 3,74  | 2,16 | 1,58 | 696      |
| Prazins Santo Tirso e Corvite                     | 37,44 | 33,46 | 7,69  | 2,97  | 4,91 | 2,13 | 1 079    |
| Ronfe                                             | 42,60 | 30,04 | 10,29 | 3,66  | 2,31 | 1,90 | 2 730    |
| Sande (São Martinho)                              | 39,80 | 35,58 | 6,60  | 3,68  | 3,45 | 2,07 | 1 304    |
| Sande São Lourenço e Balazar                      | 41,82 | 33,21 | 5,97  | 2,39  | 4,42 | 1,55 | 837      |
| Sande Vila Nova e Sande São Clemente              | 39,55 | 30,63 | 9,47  | 4,13  | 5,14 | 2,02 | 1 985    |
| São Torcato                                       | 43,25 | 30,04 | 7,86  | 3,73  | 3,28 | 2,22 | 1 984    |
| Selho (São Cristóvão)                             | 45,15 | 20,79 | 11,87 | 8,84  | 1,94 | 2,48 | 1 289    |
| Selho (São Jorge)                                 | 38,90 | 25,47 | 11,40 | 9,27  | 2,24 | 2,41 | 3 483    |
| Selho São Lourenço e Gominhães                    | 44,84 | 26,38 | 9,54  | 4,03  | 2,64 | 2,64 | 1 289    |
| Serzedelo                                         | 47,86 | 19,92 | 10,16 | 9,52  | 2,09 | 1,80 | 2 058    |
| Serzedo e Calvos                                  | 45,45 | 23,85 | 8,30  | 2,82  | 6,85 | 2,26 | 1 241    |
| Silvares                                          | 43,50 | 28,51 | 8,89  | 4,19  | 4,19 | 2,42 | 1 361    |
| Souto Santa Maria, Souto São Salvador e Gondomar  | 43,67 | 31,45 | 8,27  | 2,88  | 3,59 | 1,89 | 1 113    |
| Tabuadelo e São Faustino                          | 43,40 | 30,14 | 7,49  | 3,74  | 3,48 | 3,35 | 1 523    |
| Urgezes                                           | 38,86 | 32,34 | 10,46 | 2,95  | 3,71 | 2,19 | 3 154    |
| Guimarães                                         | 40,65 | 28,98 | 9,78  | 5,36  | 3,45 | 2,43 | 89 706   |

#### Abação e Gémeos
| Partido                 | Partido                              | Votos | %               | +/-   |
| ----------------------- | ------------------------------------ | ----- | --------------- | ----- |
|                         | Partido Socialista                   | 575   | 39,41 / 100,00  | 14,17 |
|                         | Partido Social Democrata             | 467   | 32,01 / 100,00  | -     |
|                         | Bloco de Esquerda                    | 97    | 6,65 / 100,00   | 1,74  |
|                         | CDS – Partido Popular                | 77    | 5,28 / 100,00   | -     |
|                         | CDU - Coligação Democrática Unitária | 46    | 3,15 / 100,00   | 1,65  |
|                         | Pessoas–Animais–Natureza             | 33    | 2,26 / 100,00   | 1,56  |
|                         | Iniciativa Liberal                   | 18    | 1,23 / 100,00   | Novo  |
|                         | Outros (com menos de 1,00%)          | 78    | 5,35 / 100,00   |       |
| Votos Inválidos         | Votos Inválidos                      | 68    | 4,66 / 100,00   | 2,74  |
| Total                   | Total                                | 1 459 | 100,00 / 100,00 |       |
| Eleitorado/Participação | Eleitorado/Participação              | 2 337 | 62,43 / 100,00  | 4,02  |

#### Airão Santa Maria, Airão São João e Vermil
| Partido                 | Partido                              | Votos | %               | +/-  |
| ----------------------- | ------------------------------------ | ----- | --------------- | ---- |
|                         | Partido Socialista                   | 878   | 38,49 / 100,00  | 9,86 |
|                         | Partido Social Democrata             | 781   | 34,24 / 100,00  | -    |
|                         | Bloco de Esquerda                    | 188   | 8,24 / 100,00   | 1,72 |
|                         | CDS – Partido Popular                | 144   | 6,31 / 100,00   | -    |
|                         | CDU - Coligação Democrática Unitária | 69    | 3,02 / 100,00   | 1,37 |
|                         | Pessoas–Animais–Natureza             | 42    | 1,84 / 100,00   | 1,25 |
|                         | Outros (com menos de 1,00%)          | 78    | 3,42 / 100,00   |      |
| Votos Inválidos         | Votos Inválidos                      | 101   | 4,43 / 100,00   | 0,75 |
| Total                   | Total                                | 2 281 | 100,00 / 100,00 |      |
| Eleitorado/Participação | Eleitorado/Participação              | 3 168 | 72,00 / 100,00  | 0,07 |

#### Aldão
| Partido                 | Partido                                         | Votos | %               | +/-  |
| ----------------------- | ----------------------------------------------- | ----- | --------------- | ---- |
|                         | Partido Socialista                              | 282   | 37,40 / 100,00  | 8,50 |
|                         | Partido Social Democrata                        | 241   | 31,96 / 100,00  | -    |
|                         | Bloco de Esquerda                               | 77    | 10,21 / 100,00  | 2,59 |
|                         | CDS – Partido Popular                           | 26    | 3,45 / 100,00   | -    |
|                         | CDU - Coligação Democrática Unitária            | 23    | 3,05 / 100,00   | 2,15 |
|                         | Reagir Incluir Reciclar                         | 12    | 1,59 / 100,00   | Novo |
|                         | Pessoas–Animais–Natureza                        | 10    | 1,33 / 100,00   | 0,57 |
|                         | CHEGA                                           | 9     | 1,19 / 100,00   | Novo |
|                         | Iniciativa Liberal                              | 8     | 1,06 / 100,00   | Novo |
|                         | Partido Comunista dos Trabalhadores Portugueses | 8     | 1,06 / 100,00   | 0,21 |
|                         | Outros (com menos de 1,00%)                     | 19    | 2,52 / 100,00   |      |
| Votos Inválidos         | Votos Inválidos                                 | 39    | 5,17 / 100,00   | 0,74 |
| Total                   | Total                                           | 754   | 100,00 / 100,00 |      |
| Eleitorado/Participação | Eleitorado/Participação                         | 1 218 | 61,90 / 100,00  | 2,77 |

#### Arosa e Castelões
| Partido                 | Partido                                         | Votos | %               | +/-  |
| ----------------------- | ----------------------------------------------- | ----- | --------------- | ---- |
|                         | Partido Socialista                              | 170   | 43,15 / 100,00  | 8,73 |
|                         | Partido Social Democrata                        | 112   | 28,43 / 100,00  | -    |
|                         | Bloco de Esquerda                               | 33    | 8,38 / 100,00   | 0,84 |
|                         | CDS – Partido Popular                           | 16    | 4,06 / 100,00   | -    |
|                         | CDU - Coligação Democrática Unitária            | 12    | 3,05 / 100,00   | 1,98 |
|                         | Pessoas–Animais–Natureza                        | 6     | 1,52 / 100,00   | 0,77 |
|                         | Partido Comunista dos Trabalhadores Portugueses | 6     | 1,52 / 100,00   | 0,49 |
|                         | LIVRE                                           | 5     | 1,27 / 100,00   | 0,52 |
|                         | Outros (com menos de 1,00%)                     | 11    | 2,80 / 100,00   |      |
| Votos Inválidos         | Votos Inválidos                                 | 23    | 5,84 / 100,00   | 3,58 |
| Total                   | Total                                           | 394   | 100,00 / 100,00 |      |
| Eleitorado/Participação | Eleitorado/Participação                         | 740   | 53,24 / 100,00  | 5,80 |

#### Atães e Rendufe
| Partido                 | Partido                                         | Votos | %               | +/-   |
| ----------------------- | ----------------------------------------------- | ----- | --------------- | ----- |
|                         | Partido Socialista                              | 596   | 46,27 / 100,00  | 14,31 |
|                         | Partido Social Democrata                        | 328   | 25,47 / 100,00  | -     |
|                         | Bloco de Esquerda                               | 116   | 9,01 / 100,00   | 2,92  |
|                         | CDS – Partido Popular                           | 44    | 3,42 / 100,00   | -     |
|                         | CDU - Coligação Democrática Unitária            | 41    | 3,18 / 100,00   | 0,87  |
|                         | Pessoas–Animais–Natureza                        | 16    | 1,24 / 100,00   | 0,55  |
|                         | Reagir Incluir Reciclar                         | 16    | 1,24 / 100,00   | Novo  |
|                         | Partido Comunista dos Trabalhadores Portugueses | 13    | 1,01 / 100,00   | 0,75  |
|                         | Outros (com menos de 1,00%)                     | 48    | 3,73 / 100,00   |       |
| Votos Inválidos         | Votos Inválidos                                 | 70    | 5,44 / 100,00   | 2,38  |
| Total                   | Total                                           | 1 288 | 100,00 / 100,00 |       |
| Eleitorado/Participação | Eleitorado/Participação                         | 2 324 | 55,42 / 100,00  | 1,25  |

#### Azurém
| Partido                 | Partido                              | Votos | %               | +/-  |
| ----------------------- | ------------------------------------ | ----- | --------------- | ---- |
|                         | Partido Socialista                   | 1 708 | 35,64 / 100,00  | 2,65 |
|                         | Partido Social Democrata             | 1 425 | 29,74 / 100,00  | -    |
|                         | Bloco de Esquerda                    | 568   | 11,85 / 100,00  | 0,96 |
|                         | CDU - Coligação Democrática Unitária | 286   | 5,97 / 100,00   | 1,98 |
|                         | CDS – Partido Popular                | 180   | 3,76 / 100,00   | -    |
|                         | Pessoas–Animais–Natureza             | 125   | 2,61 / 100,00   | 1,59 |
|                         | Iniciativa Liberal                   | 80    | 1,67 / 100,00   | Novo |
|                         | LIVRE                                | 58    | 1,21 / 100,00   | 0,48 |
|                         | Outros (com menos de 1,00%)          | 167   | 3,49 / 100,00   |      |
| Votos Inválidos         | Votos Inválidos                      | 195   | 4,07 / 100,00   | 0,90 |
| Total                   | Total                                | 4 792 | 100,00 / 100,00 |      |
| Eleitorado/Participação | Eleitorado/Participação              | 7 698 | 62,25 / 100,00  | 0,53 |

#### Barco
| Partido                 | Partido                              | Votos | %               | +/-   |
| ----------------------- | ------------------------------------ | ----- | --------------- | ----- |
|                         | Partido Socialista                   | 299   | 37,75 / 100,00  | 13,98 |
|                         | Partido Social Democrata             | 282   | 35,61 / 100,00  | -     |
|                         | Bloco de Esquerda                    | 55    | 6,94 / 100,00   | 0,78  |
|                         | CDS – Partido Popular                | 31    | 3,91 / 100,00   | -     |
|                         | CDU - Coligação Democrática Unitária | 23    | 2,90 / 100,00   | 0,53  |
|                         | Pessoas–Animais–Natureza             | 18    | 2,27 / 100,00   | 1,90  |
|                         | Iniciativa Liberal                   | 10    | 1,26 / 100,00   | Novo  |
|                         | Outros (com menos de 1,00%)          | 20    | 2,52 / 100,00   |       |
| Votos Inválidos         | Votos Inválidos                      | 54    | 6,82 / 100,00   | 2,28  |
| Total                   | Total                                | 792   | 100,00 / 100,00 |       |
| Eleitorado/Participação | Eleitorado/Participação              | 1 383 | 57,27 / 100,00  | 1,27  |

#### Briteiros Santo Estêvão e Donim
| Partido                 | Partido                              | Votos | %               | +/-  |
| ----------------------- | ------------------------------------ | ----- | --------------- | ---- |
|                         | Partido Socialista                   | 459   | 40,26 / 100,00  | 9,95 |
|                         | Partido Social Democrata             | 376   | 32,98 / 100,00  | -    |
|                         | Bloco de Esquerda                    | 70    | 6,14 / 100,00   | 0,20 |
|                         | CDS – Partido Popular                | 51    | 4,47 / 100,00   | -    |
|                         | CDU - Coligação Democrática Unitária | 36    | 3,16 / 100,00   | 0,86 |
|                         | Pessoas–Animais–Natureza             | 36    | 3,16 / 100,00   | 2,46 |
|                         | Outros (com menos de 1,00%)          | 62    | 5,43 / 100,00   |      |
| Votos Inválidos         | Votos Inválidos                      | 50    | 4,38 / 100,00   | 1,24 |
| Total                   | Total                                | 1 140 | 100,00 / 100,00 |      |
| Eleitorado/Participação | Eleitorado/Participação              | 2 062 | 55,29 / 100,00  | 2,08 |

#### Briteiros São Salvador e Briteiros Santa Leocádia
| Partido                 | Partido                              | Votos | %               | +/-  |
| ----------------------- | ------------------------------------ | ----- | --------------- | ---- |
|                         | Partido Socialista                   | 336   | 38,01 / 100,00  | 9,33 |
|                         | Partido Social Democrata             | 300   | 33,94 / 100,00  | -    |
|                         | Bloco de Esquerda                    | 65    | 7,35 / 100,00   | 1,80 |
|                         | CDU - Coligação Democrática Unitária | 55    | 6,22 / 100,00   | 0,59 |
|                         | CDS – Partido Popular                | 32    | 3,62 / 100,00   | -    |
|                         | Pessoas–Animais–Natureza             | 15    | 1,70 / 100,00   | 1,37 |
|                         | Outros (com menos de 1,00%)          | 48    | 5,43 / 100,00   |      |
| Votos Inválidos         | Votos Inválidos                      | 33    | 3,73 / 100,00   | 0,60 |
| Total                   | Total                                | 884   | 100,00 / 100,00 |      |
| Eleitorado/Participação | Eleitorado/Participação              | 1 692 | 52,25 / 100,00  | 3,15 |

#### Brito
| Partido                 | Partido                              | Votos | %               | +/-  |
| ----------------------- | ------------------------------------ | ----- | --------------- | ---- |
|                         | Partido Socialista                   | 1 143 | 41,14 / 100,00  | 6,98 |
|                         | Partido Social Democrata             | 765   | 27,54 / 100,00  | -    |
|                         | Bloco de Esquerda                    | 283   | 10,19 / 100,00  | 0,17 |
|                         | CDU - Coligação Democrática Unitária | 189   | 6,80 / 100,00   | 2,25 |
|                         | CDS – Partido Popular                | 73    | 2,63 / 100,00   | -    |
|                         | Pessoas–Animais–Natureza             | 66    | 2,38 / 100,00   | 1,88 |
|                         | Outros (com menos de 1,00%)          | 133   | 4,79 / 100,00   |      |
| Votos Inválidos         | Votos Inválidos                      | 126   | 4,54 / 100,00   | 1,87 |
| Total                   | Total                                | 2 778 | 100,00 / 100,00 |      |
| Eleitorado/Participação | Eleitorado/Participação              | 4 324 | 64,25 / 100,00  | 0,83 |

#### Caldelas
| Partido                 | Partido                              | Votos | %               | +/-  |
| ----------------------- | ------------------------------------ | ----- | --------------- | ---- |
|                         | Partido Socialista                   | 1 361 | 38,42 / 100,00  | 5,16 |
|                         | Partido Social Democrata             | 1 090 | 30,77 / 100,00  | -    |
|                         | Bloco de Esquerda                    | 361   | 10,19 / 100,00  | 0,26 |
|                         | CDU - Coligação Democrática Unitária | 175   | 4,94 / 100,00   | 1,66 |
|                         | CDS – Partido Popular                | 114   | 3,22 / 100,00   | -    |
|                         | Pessoas–Animais–Natureza             | 101   | 2,85 / 100,00   | 2,06 |
|                         | Outros (com menos de 1,00%)          | 172   | 4,85 / 100,00   |      |
| Votos Inválidos         | Votos Inválidos                      | 168   | 4,74 / 100,00   | 1,13 |
| Total                   | Total                                | 3 542 | 100,00 / 100,00 |      |
| Eleitorado/Participação | Eleitorado/Participação              | 5 939 | 59,64 / 100,00  | 0,99 |

#### Candoso São Martinho
| Partido                 | Partido                              | Votos | %               | +/-  |
| ----------------------- | ------------------------------------ | ----- | --------------- | ---- |
|                         | Partido Socialista                   | 372   | 45,15 / 100,00  | 7,85 |
|                         | Partido Social Democrata             | 199   | 24,15 / 100,00  | -    |
|                         | Bloco de Esquerda                    | 78    | 9,47 / 100,00   | 1,62 |
|                         | CDU - Coligação Democrática Unitária | 73    | 8,86 / 100,00   | 3,26 |
|                         | Pessoas–Animais–Natureza             | 25    | 3,03 / 100,00   | 1,99 |
|                         | CDS – Partido Popular                | 13    | 1,58 / 100,00   | -    |
|                         | Outros (com menos de 1,00%)          | 28    | 3,39 / 100,00   |      |
| Votos Inválidos         | Votos Inválidos                      | 36    | 4,37 / 100,00   | 1,02 |
| Total                   | Total                                | 824   | 100,00 / 100,00 |      |
| Eleitorado/Participação | Eleitorado/Participação              | 1 197 | 68,84 / 100,00  | 3,15 |

#### Candoso São Tiago e Mascotelos
| Partido                 | Partido                              | Votos | %               | +/-  |
| ----------------------- | ------------------------------------ | ----- | --------------- | ---- |
|                         | Partido Socialista                   | 793   | 37,21 / 100,00  | 5,49 |
|                         | Partido Social Democrata             | 592   | 27,78 / 100,00  | -    |
|                         | Bloco de Esquerda                    | 249   | 11,68 / 100,00  | 0,52 |
|                         | CDU - Coligação Democrática Unitária | 127   | 5,96 / 100,00   | 1,11 |
|                         | CDS – Partido Popular                | 73    | 3,43 / 100,00   | -    |
|                         | Pessoas–Animais–Natureza             | 69    | 3,24 / 100,00   | 2,45 |
|                         | Iniciativa Liberal                   | 40    | 1,88 / 100,00   | Novo |
|                         | Outros (com menos de 1,00%)          | 97    | 4,55 / 100,00   |      |
| Votos Inválidos         | Votos Inválidos                      | 91    | 4,27 / 100,00   | 0,81 |
| Total                   | Total                                | 2 131 | 100,00 / 100,00 |      |
| Eleitorado/Participação | Eleitorado/Participação              | 3 189 | 66,82 / 100,00  | 0,07 |

#### Conde e Gandarela
| Partido                 | Partido                              | Votos | %               | +/-  |
| ----------------------- | ------------------------------------ | ----- | --------------- | ---- |
|                         | Partido Socialista                   | 700   | 47,17 / 100,00  | 9,65 |
|                         | Partido Social Democrata             | 260   | 17,52 / 100,00  | -    |
|                         | CDU - Coligação Democrática Unitária | 172   | 11,59 / 100,00  | 3,01 |
|                         | Bloco de Esquerda                    | 158   | 10,65 / 100,00  | 2,03 |
|                         | Pessoas–Animais–Natureza             | 36    | 2,43 / 100,00   | 2,03 |
|                         | CDS – Partido Popular                | 30    | 2,02 / 100,00   | -    |
|                         | Reagir Incluir Reciclar              | 15    | 1,01 / 100,00   | Novo |
|                         | Outros (com menos de 1,00%)          | 61    | 4,11 / 100,00   |      |
| Votos Inválidos         | Votos Inválidos                      | 52    | 3,50 / 100,00   | 0,53 |
| Total                   | Total                                | 1 484 | 100,00 / 100,00 |      |
| Eleitorado/Participação | Eleitorado/Participação              | 2 176 | 68,20 / 100,00  | 0,21 |

#### Costa
| Partido                 | Partido                              | Votos | %               | +/-  |
| ----------------------- | ------------------------------------ | ----- | --------------- | ---- |
|                         | Partido Social Democrata             | 1 206 | 41,96 / 100,00  | -    |
|                         | Partido Socialista                   | 778   | 27,07 / 100,00  | 0,35 |
|                         | Bloco de Esquerda                    | 277   | 9,64 / 100,00   | 1,12 |
|                         | CDU - Coligação Democrática Unitária | 117   | 4,07 / 100,00   | 0,97 |
|                         | CDS – Partido Popular                | 104   | 3,62 / 100,00   | -    |
|                         | Pessoas–Animais–Natureza             | 75    | 2,61 / 100,00   | 1,63 |
|                         | Iniciativa Liberal                   | 73    | 2,54 / 100,00   | Novo |
|                         | LIVRE                                | 39    | 1,36 / 100,00   | 0,46 |
|                         | Outros (com menos de 1,00%)          | 82    | 2,85 / 100,00   |      |
| Votos Inválidos         | Votos Inválidos                      | 123   | 4,28 / 100,00   | 0,18 |
| Total                   | Total                                | 2 874 | 100,00 / 100,00 |      |
| Eleitorado/Participação | Eleitorado/Participação              | 4 259 | 67,48 / 100,00  | 1,92 |

#### Creixomil
| Partido                 | Partido                              | Votos | %               | +/-  |
| ----------------------- | ------------------------------------ | ----- | --------------- | ---- |
|                         | Partido Social Democrata             | 1 937 | 34,87 / 100,00  | -    |
|                         | Partido Socialista                   | 1 872 | 33,51 / 100,00  | 2,68 |
|                         | Bloco de Esquerda                    | 558   | 9,99 / 100,00   | 0,84 |
|                         | CDU - Coligação Democrática Unitária | 379   | 6,78 / 100,00   | 1,48 |
|                         | CDS – Partido Popular                | 205   | 3,67 / 100,00   | -    |
|                         | Pessoas–Animais–Natureza             | 156   | 2,79 / 100,00   | 1,69 |
|                         | Iniciativa Liberal                   | 58    | 1,04 / 100,00   | Novo |
|                         | Outros (com menos de 1,00%)          | 213   | 3,81 / 100,00   |      |
| Votos Inválidos         | Votos Inválidos                      | 209   | 3,74 / 100,00   | 0,29 |
| Total                   | Total                                | 5 587 | 100,00 / 100,00 |      |
| Eleitorado/Participação | Eleitorado/Participação              | 8 817 | 63,37 / 100,00  | 0,50 |

#### Fermentões
| Partido                 | Partido                              | Votos | %               | +/-  |
| ----------------------- | ------------------------------------ | ----- | --------------- | ---- |
|                         | Partido Socialista                   | 1 227 | 41,02 / 100,00  | 4,84 |
|                         | Partido Social Democrata             | 770   | 25,74 / 100,00  | -    |
|                         | Bloco de Esquerda                    | 355   | 11,87 / 100,00  | 1,54 |
|                         | CDU - Coligação Democrática Unitária | 152   | 5,08 / 100,00   | 1,72 |
|                         | Pessoas–Animais–Natureza             | 97    | 3,24 / 100,00   | 2,39 |
|                         | CDS – Partido Popular                | 95    | 3,18 / 100,00   | -    |
|                         | Iniciativa Liberal                   | 32    | 1,07 / 100,00   | Novo |
|                         | Outros (com menos de 1,00%)          | 134   | 4,48 / 100,00   |      |
| Votos Inválidos         | Votos Inválidos                      | 129   | 4,31 / 100,00   | 1,79 |
| Total                   | Total                                | 2 991 | 100,00 / 100,00 |      |
| Eleitorado/Participação | Eleitorado/Participação              | 5 032 | 59,44 / 100,00  | 2,74 |

#### Gonça
| Partido                 | Partido                              | Votos | %               | +/-   |
| ----------------------- | ------------------------------------ | ----- | --------------- | ----- |
|                         | Partido Socialista                   | 271   | 47,54 / 100,00  | 11,30 |
|                         | Partido Social Democrata             | 172   | 30,18 / 100,00  | -     |
|                         | Bloco de Esquerda                    | 39    | 6,84 / 100,00   | 0,68  |
|                         | CDS – Partido Popular                | 20    | 3,51 / 100,00   | -     |
|                         | CDU - Coligação Democrática Unitária | 15    | 2,63 / 100,00   | 1,99  |
|                         | Pessoas–Animais–Natureza             | 11    | 1,93 / 100,00   | 1,76  |
|                         | Outros (com menos de 1,00%)          | 21    | 3,68 / 100,00   |       |
| Votos Inválidos         | Votos Inválidos                      | 21    | 3,68 / 100,00   | 0,76  |
| Total                   | Total                                | 570   | 100,00 / 100,00 |       |
| Eleitorado/Participação | Eleitorado/Participação              | 873   | 65,29 / 100,00  | 0,29  |

#### Gondar
| Partido                 | Partido                              | Votos | %               | +/-  |
| ----------------------- | ------------------------------------ | ----- | --------------- | ---- |
|                         | Partido Socialista                   | 670   | 44,43 / 100,00  | 6,00 |
|                         | Partido Social Democrata             | 308   | 20,42 / 100,00  | -    |
|                         | Bloco de Esquerda                    | 182   | 12,08 / 100,00  | 1,18 |
|                         | CDU - Coligação Democrática Unitária | 169   | 11,21 / 100,00  | 4,67 |
|                         | Pessoas–Animais–Natureza             | 31    | 2,06 / 100,00   | 1,49 |
|                         | LIVRE                                | 22    | 1,46 / 100,00   | 1,27 |
|                         | CDS – Partido Popular                | 16    | 1,06 / 100,00   | -    |
|                         | Outros (com menos de 1,00%)          | 46    | 3,05 / 100,00   |      |
| Votos Inválidos         | Votos Inválidos                      | 64    | 4,24 / 100,00   | 1,84 |
| Total                   | Total                                | 1 508 | 100,00 / 100,00 |      |
| Eleitorado/Participação | Eleitorado/Participação              | 2 367 | 63,71 / 100,00  | 0,46 |

#### Guardizela
| Partido                 | Partido                                         | Votos | %               | +/-  |
| ----------------------- | ----------------------------------------------- | ----- | --------------- | ---- |
|                         | Partido Socialista                              | 664   | 47,29 / 100,00  | 8,47 |
|                         | Partido Social Democrata                        | 365   | 26,00 / 100,00  | -    |
|                         | Bloco de Esquerda                               | 137   | 9,76 / 100,00   | 2,52 |
|                         | CDU - Coligação Democrática Unitária            | 74    | 5,27 / 100,00   | 0,54 |
|                         | Pessoas–Animais–Natureza                        | 37    | 2,64 / 100,00   | 2,13 |
|                         | CDS – Partido Popular                           | 31    | 2,21 / 100,00   | -    |
|                         | Partido Comunista dos Trabalhadores Portugueses | 14    | 1,00 / 100,00   | 0,47 |
|                         | Outros (com menos de 1,00%)                     | 39    | 2,78 / 100,00   |      |
| Votos Inválidos         | Votos Inválidos                                 | 43    | 3,06 / 100,00   | 0,52 |
| Total                   | Total                                           | 1 404 | 100,00 / 100,00 |      |
| Eleitorado/Participação | Eleitorado/Participação                         | 2 061 | 68,12 / 100,00  | 2,83 |

#### Infantas
| Partido                 | Partido                              | Votos | %               | +/-     |
| ----------------------- | ------------------------------------ | ----- | --------------- | ------- |
|                         | Partido Socialista                   | 454   | 47,34 / 100,00  | 17,46   |
|                         | Partido Social Democrata             | 236   | 24,61 / 100,00  | -       |
|                         | Bloco de Esquerda                    | 98    | 10,22 / 100,00  | 2,18    |
|                         | CDU - Coligação Democrática Unitária | 32    | 3,34 / 100,00   | 1,10    |
|                         | CDS – Partido Popular                | 32    | 3,34 / 100,00   | -       |
|                         | Reagir Incluir Reciclar              | 20    | 2,09 / 100,00   | Novo    |
|                         | Pessoas–Animais–Natureza             | 13    | 1,36 / 100,00   | 0,34    |
|                         | Outros (com menos de 1,00%)          | 37    | 3,86 / 100,00   |         |
| Votos Inválidos         | Votos Inválidos                      | 37    | 3,86 / 100,00   | Estável |
| Total                   | Total                                | 959   | 100,00 / 100,00 |         |
| Eleitorado/Participação | Eleitorado/Participação              | 1 529 | 62,72 / 100,00  | 1,93    |

#### Leitões, Oleiros e Figueiredo
| Partido                 | Partido                              | Votos | %               | +/-   |
| ----------------------- | ------------------------------------ | ----- | --------------- | ----- |
|                         | Partido Social Democrata             | 320   | 36,04 / 100,00  | -     |
|                         | Partido Socialista                   | 318   | 35,81 / 100,00  | 12,61 |
|                         | CDS – Partido Popular                | 74    | 8,33 / 100,00   | -     |
|                         | Bloco de Esquerda                    | 56    | 6,31 / 100,00   | 0,25  |
|                         | CDU - Coligação Democrática Unitária | 28    | 3,15 / 100,00   | 0,61  |
|                         | Pessoas–Animais–Natureza             | 23    | 2,59 / 100,00   | 1,23  |
|                         | Reagir Incluir Reciclar              | 10    | 1,13 / 100,00   | Novo  |
|                         | Outros (com menos de 1,00%)          | 23    | 2,59 / 100,00   |       |
| Votos Inválidos         | Votos Inválidos                      | 36    | 4,05 / 100,00   | 0,91  |
| Total                   | Total                                | 888   | 100,00 / 100,00 |       |
| Eleitorado/Participação | Eleitorado/Participação              | 1 320 | 67,27 / 100,00  | 4,15  |

#### Longos
| Partido                 | Partido                              | Votos | %               | +/-   |
| ----------------------- | ------------------------------------ | ----- | --------------- | ----- |
|                         | Partido Socialista                   | 297   | 42,25 / 100,00  | 11,72 |
|                         | Partido Social Democrata             | 228   | 32,43 / 100,00  | -     |
|                         | CDS – Partido Popular                | 40    | 5,69 / 100,00   | -     |
|                         | Bloco de Esquerda                    | 39    | 5,55 / 100,00   | 0,98  |
|                         | CDU - Coligação Democrática Unitária | 35    | 4,98 / 100,00   | 0,62  |
|                         | Pessoas–Animais–Natureza             | 10    | 1,42 / 100,00   | 1,02  |
|                         | Outros (com menos de 1,00%)          | 22    | 3,28 / 100,00   |       |
| Votos Inválidos         | Votos Inválidos                      | 32    | 4,56 / 100,00   | 2,02  |
| Total                   | Total                                | 703   | 100,00 / 100,00 |       |
| Eleitorado/Participação | Eleitorado/Participação              | 1 393 | 50,47 / 100,00  | 0,62  |

#### Lordelo
| Partido                 | Partido                              | Votos | %               | +/-  |
| ----------------------- | ------------------------------------ | ----- | --------------- | ---- |
|                         | Partido Socialista                   | 1 064 | 45,80 / 100,00  | 9,56 |
|                         | Partido Social Democrata             | 621   | 26,73 / 100,00  | -    |
|                         | Bloco de Esquerda                    | 223   | 9,60 / 100,00   | 1,95 |
|                         | CDU - Coligação Democrática Unitária | 105   | 4,52 / 100,00   | 1,22 |
|                         | CDS – Partido Popular                | 78    | 3,36 / 100,00   | -    |
|                         | Pessoas–Animais–Natureza             | 39    | 1,68 / 100,00   | 1,06 |
|                         | Reagir Incluir Reciclar              | 25    | 1,08 / 100,00   | Novo |
|                         | Outros (com menos de 1,00%)          | 77    | 3,32 / 100,00   |      |
| Votos Inválidos         | Votos Inválidos                      | 91    | 3,92 / 100,00   | 1,22 |
| Total                   | Total                                | 2 323 | 100,00 / 100,00 |      |
| Eleitorado/Participação | Eleitorado/Participação              | 3 757 | 61,83 / 100,00  | 1,06 |

#### Mesão Frio
| Partido                 | Partido                              | Votos | %               | +/-  |
| ----------------------- | ------------------------------------ | ----- | --------------- | ---- |
|                         | Partido Socialista                   | 960   | 37,04 / 100,00  | 7,84 |
|                         | Partido Social Democrata             | 811   | 31,29 / 100,00  | -    |
|                         | Bloco de Esquerda                    | 305   | 11,77 / 100,00  | 0,55 |
|                         | CDU - Coligação Democrática Unitária | 100   | 3,86 / 100,00   | 1,69 |
|                         | CDS – Partido Popular                | 80    | 3,09 / 100,00   | -    |
|                         | Pessoas–Animais–Natureza             | 65    | 2,51 / 100,00   | 1,61 |
|                         | Iniciativa Liberal                   | 42    | 1,62 / 100,00   | Novo |
|                         | Reagir Incluir Reciclar              | 27    | 1,04 / 100,00   | Novo |
|                         | Outros (com menos de 1,00%)          | 101   | 3,89 / 100,00   |      |
| Votos Inválidos         | Votos Inválidos                      | 101   | 3,89 / 100,00   | 0,34 |
| Total                   | Total                                | 2 592 | 100,00 / 100,00 |      |
| Eleitorado/Participação | Eleitorado/Participação              | 4 037 | 64,21 / 100,00  | 0,10 |

#### Moreira de Cónegos
| Partido                 | Partido                              | Votos | %               | +/-  |
| ----------------------- | ------------------------------------ | ----- | --------------- | ---- |
|                         | Partido Socialista                   | 1 400 | 51,40 / 100,00  | 8,98 |
|                         | Partido Social Democrata             | 507   | 18,61 / 100,00  | -    |
|                         | Bloco de Esquerda                    | 286   | 10,50 / 100,00  | 1,04 |
|                         | CDU - Coligação Democrática Unitária | 239   | 8,77 / 100,00   | 1,77 |
|                         | Pessoas–Animais–Natureza             | 60    | 2,20 / 100,00   | 1,97 |
|                         | CDS – Partido Popular                | 58    | 2,13 / 100,00   | -    |
|                         | Outros (com menos de 1,00%)          | 90    | 3,30 / 100,00   |      |
| Votos Inválidos         | Votos Inválidos                      | 84    | 3,08 / 100,00   | 0,82 |
| Total                   | Total                                | 2 724 | 100,00 / 100,00 |      |
| Eleitorado/Participação | Eleitorado/Participação              | 4 301 | 63,33 / 100,00  | 0,71 |

#### Nespereira
| Partido                 | Partido                              | Votos | %               | +/-   |
| ----------------------- | ------------------------------------ | ----- | --------------- | ----- |
|                         | Partido Socialista                   | 744   | 50,10 / 100,00  | 11,38 |
|                         | Partido Social Democrata             | 341   | 22,96 / 100,00  | -     |
|                         | Bloco de Esquerda                    | 131   | 8,82 / 100,00   | 2,23  |
|                         | CDU - Coligação Democrática Unitária | 62    | 4,18 / 100,00   | 1,50  |
|                         | Pessoas–Animais–Natureza             | 49    | 3,30 / 100,00   | 2,53  |
|                         | CDS – Partido Popular                | 32    | 2,15 / 100,00   | -     |
|                         | Outros (com menos de 1,00%)          | 68    | 4,57 / 100,00   |       |
| Votos Inválidos         | Votos Inválidos                      | 58    | 3,90 / 100,00   | 0,46  |
| Total                   | Total                                | 1 485 | 100,00 / 100,00 |       |
| Eleitorado/Participação | Eleitorado/Participação              | 2 393 | 62,06 / 100,00  | 3,35  |

#### Oliveira, São Paio e São Sebastião (Guimarães)
| Partido                 | Partido                              | Votos | %               | +/-  |
| ----------------------- | ------------------------------------ | ----- | --------------- | ---- |
|                         | Partido Social Democrata             | 1 620 | 35,82 / 100,00  | -    |
|                         | Partido Socialista                   | 1 403 | 31,02 / 100,00  | 0,08 |
|                         | Bloco de Esquerda                    | 436   | 9,64 / 100,00   | 0,20 |
|                         | CDU - Coligação Democrática Unitária | 289   | 6,39 / 100,00   | 0,69 |
|                         | CDS – Partido Popular                | 243   | 5,37 / 100,00   | -    |
|                         | Pessoas–Animais–Natureza             | 126   | 2,79 / 100,00   | 1,83 |
|                         | Iniciativa Liberal                   | 63    | 1,39 / 100,00   | Novo |
|                         | LIVRE                                | 54    | 1,19 / 100,00   | 0,42 |
|                         | Outros (com menos de 1,00%)          | 136   | 3,01 / 100,00   |      |
| Votos Inválidos         | Votos Inválidos                      | 153   | 3,39 / 100,00   | 0,68 |
| Total                   | Total                                | 4 523 | 100,00 / 100,00 |      |
| Eleitorado/Participação | Eleitorado/Participação              | 7 312 | 61,86 / 100,00  | 2,04 |

#### Pencelo
| Partido                 | Partido                              | Votos | %               | +/-   |
| ----------------------- | ------------------------------------ | ----- | --------------- | ----- |
|                         | Partido Socialista                   | 336   | 47,86 / 100,00  | 12,22 |
|                         | Partido Social Democrata             | 166   | 23,65 / 100,00  | -     |
|                         | Bloco de Esquerda                    | 63    | 8,97 / 100,00   | 4,18  |
|                         | CDU - Coligação Democrática Unitária | 37    | 5,27 / 100,00   | 2,93  |
|                         | CDS – Partido Popular                | 24    | 3,42 / 100,00   | -     |
|                         | Pessoas–Animais–Natureza             | 19    | 2,71 / 100,00   | 2,00  |
|                         | Outros (com menos de 1,00%)          | 31    | 4,41 / 100,00   |       |
| Votos Inválidos         | Votos Inválidos                      | 26    | 3,70 / 100,00   | 1,58  |
| Total                   | Total                                | 702   | 100,00 / 100,00 |       |
| Eleitorado/Participação | Eleitorado/Participação              | 1 115 | 62,96 / 100,00  | 0,28  |

#### Pinheiro
| Partido                 | Partido                              | Votos | %               | +/-   |
| ----------------------- | ------------------------------------ | ----- | --------------- | ----- |
|                         | Partido Socialista                   | 307   | 46,87 / 100,00  | 11,98 |
|                         | Partido Social Democrata             | 159   | 24,27 / 100,00  | -     |
|                         | Bloco de Esquerda                    | 73    | 11,15 / 100,00  | 1,47  |
|                         | CDS – Partido Popular                | 25    | 3,82 / 100,00   | -     |
|                         | CDU - Coligação Democrática Unitária | 24    | 3,66 / 100,00   | 2,16  |
|                         | Pessoas–Animais–Natureza             | 10    | 1,53 / 100,00   | 0,82  |
|                         | Outros (com menos de 1,00%)          | 27    | 4,12 / 100,00   |       |
| Votos Inválidos         | Votos Inválidos                      | 30    | 4,58 / 100,00   | 0,61  |
| Total                   | Total                                | 655   | 100,00 / 100,00 |       |
| Eleitorado/Participação | Eleitorado/Participação              | 1 045 | 62,68 / 100,00  | 5,37  |

#### Polvoreira
| Partido                 | Partido                              | Votos | %               | +/-   |
| ----------------------- | ------------------------------------ | ----- | --------------- | ----- |
|                         | Partido Socialista                   | 1 043 | 51,03 / 100,00  | 12,25 |
|                         | Partido Social Democrata             | 420   | 20,55 / 100,00  | -     |
|                         | Bloco de Esquerda                    | 199   | 9,74 / 100,00   | 3,12  |
|                         | CDU - Coligação Democrática Unitária | 84    | 4,11 / 100,00   | 2,15  |
|                         | CDS – Partido Popular                | 55    | 2,69 / 100,00   | -     |
|                         | Pessoas–Animais–Natureza             | 45    | 2,20 / 100,00   | 1,67  |
|                         | Iniciativa Liberal                   | 22    | 1,08 / 100,00   | Novo  |
|                         | Outros (com menos de 1,00%)          | 93    | 4,54 / 100,00   |       |
| Votos Inválidos         | Votos Inválidos                      | 83    | 4,06 / 100,00   | 0,79  |
| Total                   | Total                                | 2 044 | 100,00 / 100,00 |       |
| Eleitorado/Participação | Eleitorado/Participação              | 3 135 | 65,20 / 100,00  | 0,85  |

#### Ponte
| Partido                 | Partido                              | Votos | %               | +/-  |
| ----------------------- | ------------------------------------ | ----- | --------------- | ---- |
|                         | Partido Socialista                   | 1 601 | 45,68 / 100,00  | 8,38 |
|                         | Partido Social Democrata             | 815   | 23,25 / 100,00  | -    |
|                         | Bloco de Esquerda                    | 369   | 10,53 / 100,00  | 0,72 |
|                         | CDU - Coligação Democrática Unitária | 198   | 5,65 / 100,00   | 2,17 |
|                         | Pessoas–Animais–Natureza             | 118   | 3,37 / 100,00   | 2,54 |
|                         | CDS – Partido Popular                | 64    | 1,83 / 100,00   | -    |
|                         | Outros (com menos de 1,00%)          | 169   | 4,82 / 100,00   |      |
| Votos Inválidos         | Votos Inválidos                      | 171   | 4,88 / 100,00   | 1,42 |
| Total                   | Total                                | 3 505 | 100,00 / 100,00 |      |
| Eleitorado/Participação | Eleitorado/Participação              | 5 871 | 59,70 / 100,00  | 0,14 |

#### Prazins Santa Eufémia
| Partido                 | Partido                              | Votos | %               | +/-  |
| ----------------------- | ------------------------------------ | ----- | --------------- | ---- |
|                         | Partido Socialista                   | 295   | 42,39 / 100,00  | 7,60 |
|                         | Partido Social Democrata             | 234   | 33,62 / 100,00  | -    |
|                         | Bloco de Esquerda                    | 62    | 8,91 / 100,00   | 1,41 |
|                         | CDU - Coligação Democrática Unitária | 26    | 3,74 / 100,00   | 1,35 |
|                         | CDS – Partido Popular                | 15    | 2,16 / 100,00   | -    |
|                         | Pessoas–Animais–Natureza             | 11    | 1,58 / 100,00   | 1,01 |
|                         | Iniciativa Liberal                   | 7     | 1,01 / 100,00   | Novo |
|                         | Outros (com menos de 1,00%)          | 14    | 2,02 / 100,00   |      |
| Votos Inválidos         | Votos Inválidos                      | 32    | 4,60 / 100,00   | 1,63 |
| Total                   | Total                                | 696   | 100,00 / 100,00 |      |
| Eleitorado/Participação | Eleitorado/Participação              | 1 120 | 62,14 / 100,00  | 1,21 |

#### Prazins Santo Tirso e Corvite
| Partido                 | Partido                              | Votos | %               | +/-  |
| ----------------------- | ------------------------------------ | ----- | --------------- | ---- |
|                         | Partido Socialista                   | 404   | 37,44 / 100,00  | 9,67 |
|                         | Partido Social Democrata             | 361   | 33,46 / 100,00  | -    |
|                         | Bloco de Esquerda                    | 83    | 7,69 / 100,00   | 0,81 |
|                         | CDS – Partido Popular                | 53    | 4,91 / 100,00   | -    |
|                         | CDU - Coligação Democrática Unitária | 32    | 2,97 / 100,00   | 2,56 |
|                         | Pessoas–Animais–Natureza             | 23    | 2,13 / 100,00   | 1,73 |
|                         | Iniciativa Liberal                   | 11    | 1,02 / 100,00   | Novo |
|                         | Outros (com menos de 1,00%)          | 49    | 4,55 / 100,00   |      |
| Votos Inválidos         | Votos Inválidos                      | 63    | 5,84 / 100,00   | 1,98 |
| Total                   | Total                                | 1 079 | 100,00 / 100,00 |      |
| Eleitorado/Participação | Eleitorado/Participação              | 1 718 | 62,81 / 100,00  | 2,68 |

#### Ronfe
| Partido                 | Partido                              | Votos | %               | +/-  |
| ----------------------- | ------------------------------------ | ----- | --------------- | ---- |
|                         | Partido Socialista                   | 1 163 | 42,60 / 100,00  | 8,09 |
|                         | Partido Social Democrata             | 820   | 30,04 / 100,00  | -    |
|                         | Bloco de Esquerda                    | 281   | 10,29 / 100,00  | 0,07 |
|                         | CDU - Coligação Democrática Unitária | 100   | 3,66 / 100,00   | 1,94 |
|                         | CDS – Partido Popular                | 63    | 2,31 / 100,00   | -    |
|                         | Pessoas–Animais–Natureza             | 52    | 1,90 / 100,00   | 1,25 |
|                         | Outros (com menos de 1,00%)          | 107   | 3,92 / 100,00   |      |
| Votos Inválidos         | Votos Inválidos                      | 144   | 5,28 / 100,00   | 1,14 |
| Total                   | Total                                | 2 730 | 100,00 / 100,00 |      |
| Eleitorado/Participação | Eleitorado/Participação              | 4 054 | 67,34 / 100,00  | 0,28 |

#### Sande São Martinho
| Partido                 | Partido                              | Votos | %               | +/-  |
| ----------------------- | ------------------------------------ | ----- | --------------- | ---- |
|                         | Partido Socialista                   | 519   | 39,80 / 100,00  | 7,22 |
|                         | Partido Social Democrata             | 464   | 35,58 / 100,00  | -    |
|                         | Bloco de Esquerda                    | 86    | 6,60 / 100,00   | 0,48 |
|                         | CDU - Coligação Democrática Unitária | 48    | 3,68 / 100,00   | 0,58 |
|                         | CDS – Partido Popular                | 45    | 3,45 / 100,00   | -    |
|                         | Pessoas–Animais–Natureza             | 27    | 2,07 / 100,00   | 1,45 |
|                         | Outros (com menos de 1,00%)          | 52    | 3,99 / 100,00   |      |
| Votos Inválidos         | Votos Inválidos                      | 63    | 4,83 / 100,00   | 1,60 |
| Total                   | Total                                | 1 304 | 100,00 / 100,00 |      |
| Eleitorado/Participação | Eleitorado/Participação              | 2 411 | 54,09 / 100,00  | 2,57 |

#### Sande São Lourenço e Balazar
| Partido                 | Partido                              | Votos | %               | +/-   |
| ----------------------- | ------------------------------------ | ----- | --------------- | ----- |
|                         | Partido Socialista                   | 350   | 41,82 / 100,00  | 12,71 |
|                         | Partido Social Democrata             | 278   | 33,21 / 100,00  | -     |
|                         | Bloco de Esquerda                    | 50    | 5,97 / 100,00   | 1,68  |
|                         | CDS – Partido Popular                | 37    | 4,42 / 100,00   | -     |
|                         | CDU - Coligação Democrática Unitária | 20    | 2,39 / 100,00   | 1,49  |
|                         | Pessoas–Animais–Natureza             | 13    | 1,55 / 100,00   | 1,21  |
|                         | Aliança                              | 9     | 1,08 / 100,00   | Novo  |
|                         | Outros (com menos de 1,00%)          | 35    | 4,18 / 100,00   |       |
| Votos Inválidos         | Votos Inválidos                      | 45    | 5,37 / 100,00   | 2,06  |
| Total                   | Total                                | 837   | 100,00 / 100,00 |       |
| Eleitorado/Participação | Eleitorado/Participação              | 1 696 | 49,35 / 100,00  | 1,17  |

#### Sande Vila Nova e Sande São Clemente
| Partido                 | Partido                              | Votos | %               | +/-  |
| ----------------------- | ------------------------------------ | ----- | --------------- | ---- |
|                         | Partido Socialista                   | 785   | 39,55 / 100,00  | 7,27 |
|                         | Partido Social Democrata             | 608   | 30,63 / 100,00  | -    |
|                         | Bloco de Esquerda                    | 188   | 9,47 / 100,00   | 0,06 |
|                         | CDS – Partido Popular                | 102   | 5,14 / 100,00   | -    |
|                         | CDU - Coligação Democrática Unitária | 82    | 4,13 / 100,00   | 0,86 |
|                         | Pessoas–Animais–Natureza             | 40    | 2,02 / 100,00   | 1,33 |
|                         | Outros (com menos de 1,00%)          | 77    | 3,88 / 100,00   |      |
| Votos Inválidos         | Votos Inválidos                      | 103   | 5,19 / 100,00   | 1,34 |
| Total                   | Total                                | 1 985 | 100,00 / 100,00 |      |
| Eleitorado/Participação | Eleitorado/Participação              | 3 210 | 61,84 / 100,00  | 0,44 |

#### São Torcato
| Partido                 | Partido                              | Votos | %               | +/-  |
| ----------------------- | ------------------------------------ | ----- | --------------- | ---- |
|                         | Partido Socialista                   | 858   | 43,25 / 100,00  | 6,67 |
|                         | Partido Social Democrata             | 596   | 30,04 / 100,00  | -    |
|                         | Bloco de Esquerda                    | 156   | 7,86 / 100,00   | 1,69 |
|                         | CDU - Coligação Democrática Unitária | 74    | 3,73 / 100,00   | 2,57 |
|                         | CDS – Partido Popular                | 65    | 3,28 / 100,00   | -    |
|                         | Pessoas–Animais–Natureza             | 44    | 2,22 / 100,00   | 1,42 |
|                         | Outros (com menos de 1,00%)          | 87    | 4,39 / 100,00   |      |
| Votos Inválidos         | Votos Inválidos                      | 104   | 5,24 / 100,00   | 2,14 |
| Total                   | Total                                | 1 984 | 100,00 / 100,00 |      |
| Eleitorado/Participação | Eleitorado/Participação              | 3 169 | 62,61 / 100,00  | 0,08 |

#### Selho São Cristóvão
| Partido                 | Partido                              | Votos | %               | +/-  |
| ----------------------- | ------------------------------------ | ----- | --------------- | ---- |
|                         | Partido Socialista                   | 582   | 45,15 / 100,00  | 9,64 |
|                         | Partido Social Democrata             | 268   | 20,79 / 100,00  | -    |
|                         | Bloco de Esquerda                    | 153   | 11,87 / 100,00  | 1,45 |
|                         | CDU - Coligação Democrática Unitária | 114   | 8,84 / 100,00   | 2,80 |
|                         | Pessoas–Animais–Natureza             | 32    | 2,48 / 100,00   | 1,97 |
|                         | CDS – Partido Popular                | 25    | 1,94 / 100,00   | -    |
|                         | Reagir Incluir Reciclar              | 13    | 1,01 / 100,00   | Novo |
|                         | Outros (com menos de 1,00%)          | 46    | 3,57 / 100,00   |      |
| Votos Inválidos         | Votos Inválidos                      | 56    | 4,35 / 100,00   | 1,42 |
| Total                   | Total                                | 1 289 | 100,00 / 100,00 |      |
| Eleitorado/Participação | Eleitorado/Participação              | 2 001 | 64,42 / 100,00  | 1,00 |

#### Selho São Jorge
| Partido                 | Partido                              | Votos | %               | +/-  |
| ----------------------- | ------------------------------------ | ----- | --------------- | ---- |
|                         | Partido Socialista                   | 1 355 | 38,90 / 100,00  | 6,98 |
|                         | Partido Social Democrata             | 887   | 25,47 / 100,00  | -    |
|                         | Bloco de Esquerda                    | 397   | 11,40 / 100,00  | 0,70 |
|                         | CDU - Coligação Democrática Unitária | 323   | 9,27 / 100,00   | 3,23 |
|                         | Pessoas–Animais–Natureza             | 84    | 2,41 / 100,00   | 1,84 |
|                         | CDS – Partido Popular                | 78    | 2,24 / 100,00   | -    |
|                         | Outros (com menos de 1,00%)          | 179   | 5,13 / 100,00   |      |
| Votos Inválidos         | Votos Inválidos                      | 180   | 5,16 / 100,00   | 1,50 |
| Total                   | Total                                | 3 483 | 100,00 / 100,00 |      |
| Eleitorado/Participação | Eleitorado/Participação              | 5 261 | 66,20 / 100,00  | 1,19 |

#### Selho São Lourenço e Gominhães
| Partido                 | Partido                                         | Votos | %               | +/-  |
| ----------------------- | ----------------------------------------------- | ----- | --------------- | ---- |
|                         | Partido Socialista                              | 578   | 44,84 / 100,00  | 9,89 |
|                         | Partido Social Democrata                        | 340   | 26,38 / 100,00  | -    |
|                         | Bloco de Esquerda                               | 123   | 9,54 / 100,00   | 2,01 |
|                         | CDU - Coligação Democrática Unitária            | 52    | 4,03 / 100,00   | 1,71 |
|                         | CDS – Partido Popular                           | 34    | 2,64 / 100,00   | -    |
|                         | Pessoas–Animais–Natureza                        | 34    | 2,64 / 100,00   | 1,60 |
|                         | Partido Comunista dos Trabalhadores Portugueses | 17    | 1,32 / 100,00   | 0,24 |
|                         | LIVRE                                           | 13    | 1,01 / 100,00   | 0,19 |
|                         | Outros (com menos de 1,00%)                     | 45    | 3,50 / 100,00   |      |
| Votos Inválidos         | Votos Inválidos                                 | 53    | 4,12 / 100,00   | 0,17 |
| Total                   | Total                                           | 1 289 | 100,00 / 100,00 |      |
| Eleitorado/Participação | Eleitorado/Participação                         | 2 038 | 63,25 / 100,00  | 2,70 |

#### Serzedelo
| Partido                 | Partido                              | Votos | %               | +/-   |
| ----------------------- | ------------------------------------ | ----- | --------------- | ----- |
|                         | Partido Socialista                   | 985   | 47,86 / 100,00  | 11,70 |
|                         | Partido Social Democrata             | 410   | 19,92 / 100,00  | -     |
|                         | Bloco de Esquerda                    | 209   | 10,16 / 100,00  | 1,52  |
|                         | CDU - Coligação Democrática Unitária | 196   | 9,52 / 100,00   | 4,32  |
|                         | CDS – Partido Popular                | 43    | 2,09 / 100,00   | -     |
|                         | Pessoas–Animais–Natureza             | 37    | 1,80 / 100,00   | 1,28  |
|                         | Outros (com menos de 1,00%)          | 91    | 4,43 / 100,00   |       |
| Votos Inválidos         | Votos Inválidos                      | 87    | 4,23 / 100,00   | 0,66  |
| Total                   | Total                                | 2 058 | 100,00 / 100,00 |       |
| Eleitorado/Participação | Eleitorado/Participação              | 3 220 | 63,91 / 100,00  | 0,26  |

#### Serzedo e Calvos
| Partido                 | Partido                              | Votos | %               | +/-   |
| ----------------------- | ------------------------------------ | ----- | --------------- | ----- |
|                         | Partido Socialista                   | 564   | 45,45 / 100,00  | 12,22 |
|                         | Partido Social Democrata             | 296   | 23,85 / 100,00  | -     |
|                         | Bloco de Esquerda                    | 103   | 8,30 / 100,00   | 0,57  |
|                         | CDS – Partido Popular                | 85    | 6,85 / 100,00   | -     |
|                         | CDU - Coligação Democrática Unitária | 35    | 2,82 / 100,00   | 0,61  |
|                         | Pessoas–Animais–Natureza             | 28    | 2,26 / 100,00   | 1,14  |
|                         | Iniciativa Liberal                   | 16    | 1,29 / 100,00   | Novo  |
|                         | Outros (com menos de 1,00%)          | 57    | 4,59 / 100,00   |       |
| Votos Inválidos         | Votos Inválidos                      | 57    | 4,59 / 100,00   | 2,03  |
| Total                   | Total                                | 1 241 | 100,00 / 100,00 |       |
| Eleitorado/Participação | Eleitorado/Participação              | 2 075 | 59,81 / 100,00  | 0,12  |

#### Silvares
| Partido                 | Partido                              | Votos | %               | +/-  |
| ----------------------- | ------------------------------------ | ----- | --------------- | ---- |
|                         | Partido Socialista                   | 592   | 43,50 / 100,00  | 8,53 |
|                         | Partido Social Democrata             | 388   | 28,51 / 100,00  | -    |
|                         | Bloco de Esquerda                    | 121   | 8,89 / 100,00   | 0,77 |
|                         | CDU - Coligação Democrática Unitária | 57    | 4,19 / 100,00   | 2,17 |
|                         | CDS – Partido Popular                | 57    | 4,19 / 100,00   | -    |
|                         | Pessoas–Animais–Natureza             | 33    | 2,42 / 100,00   | 1,54 |
|                         | Outros (com menos de 1,00%)          | 58    | 4,27 / 100,00   |      |
| Votos Inválidos         | Votos Inválidos                      | 55    | 4,05 / 100,00   | 1,79 |
| Total                   | Total                                | 1 361 | 100,00 / 100,00 |      |
| Eleitorado/Participação | Eleitorado/Participação              | 2 096 | 64,93 / 100,00  | 0,79 |

#### Souto Santa Maria, Souto São Salvador e Gondomar
| Partido                 | Partido                              | Votos | %               | +/-  |
| ----------------------- | ------------------------------------ | ----- | --------------- | ---- |
|                         | Partido Socialista                   | 486   | 43,67 / 100,00  | 5,99 |
|                         | Partido Social Democrata             | 350   | 31,45 / 100,00  | -    |
|                         | Bloco de Esquerda                    | 92    | 8,27 / 100,00   | 2,74 |
|                         | CDS – Partido Popular                | 40    | 3,59 / 100,00   | -    |
|                         | CDU - Coligação Democrática Unitária | 32    | 2,88 / 100,00   | 0,81 |
|                         | Pessoas–Animais–Natureza             | 21    | 1,89 / 100,00   | 1,37 |
|                         | Outros (com menos de 1,00%)          | 48    | 4,32 / 100,00   |      |
| Votos Inválidos         | Votos Inválidos                      | 44    | 3,96 / 100,00   | 0,76 |
| Total                   | Total                                | 1 113 | 100,00 / 100,00 |      |
| Eleitorado/Participação | Eleitorado/Participação              | 2 141 | 51,99 / 100,00  | 0,95 |

#### Tabuadelo e São Faustino
| Partido                 | Partido                              | Votos | %               | +/-   |
| ----------------------- | ------------------------------------ | ----- | --------------- | ----- |
|                         | Partido Socialista                   | 661   | 43,40 / 100,00  | 12,00 |
|                         | Partido Social Democrata             | 459   | 30,14 / 100,00  | -     |
|                         | Bloco de Esquerda                    | 114   | 7,49 / 100,00   | 2,47  |
|                         | CDU - Coligação Democrática Unitária | 57    | 3,74 / 100,00   | 0,92  |
|                         | CDS – Partido Popular                | 53    | 3,48 / 100,00   | -     |
|                         | Pessoas–Animais–Natureza             | 51    | 3,35 / 100,00   | 2,71  |
|                         | Outros (com menos de 1,00%)          | 60    | 3,95 / 100,00   |       |
| Votos Inválidos         | Votos Inválidos                      | 57    | 3,74 / 100,00   | 1,12  |
| Total                   | Total                                | 1 523 | 100,00 / 100,00 |       |
| Eleitorado/Participação | Eleitorado/Participação              | 2 265 | 67,24 / 100,00  | 1,13  |

#### Urgezes
| Partido                 | Partido                              | Votos | %               | +/-  |
| ----------------------- | ------------------------------------ | ----- | --------------- | ---- |
|                         | Partido Socialista                   | 1 210 | 38,36 / 100,00  | 3,09 |
|                         | Partido Social Democrata             | 1 020 | 32,34 / 100,00  | -    |
|                         | Bloco de Esquerda                    | 330   | 10,46 / 100,00  | 0,29 |
|                         | CDS – Partido Popular                | 117   | 3,71 / 100,00   | -    |
|                         | CDU - Coligação Democrática Unitária | 93    | 2,95 / 100,00   | 1,77 |
|                         | Pessoas–Animais–Natureza             | 69    | 2,19 / 100,00   | 1,00 |
|                         | Iniciativa Liberal                   | 48    | 1,52 / 100,00   | Novo |
|                         | Outros (com menos de 1,00%)          | 124   | 3,94 / 100,00   |      |
| Votos Inválidos         | Votos Inválidos                      | 143   | 4,53 / 100,00   | 1,06 |
| Total                   | Total                                | 3 154 | 100,00 / 100,00 |      |
| Eleitorado/Participação | Eleitorado/Participação              | 4 942 | 63,82 / 100,00  | 0,57 |